# Museo de Santa Cruz
El Museo de Santa Cruz es un museo de la ciudad española de Toledo. Tiene su sede en el antiguo Hospital de Santa Cruz y su principal atractivo es un valioso repertorio de pinturas del Greco.

## Descripción

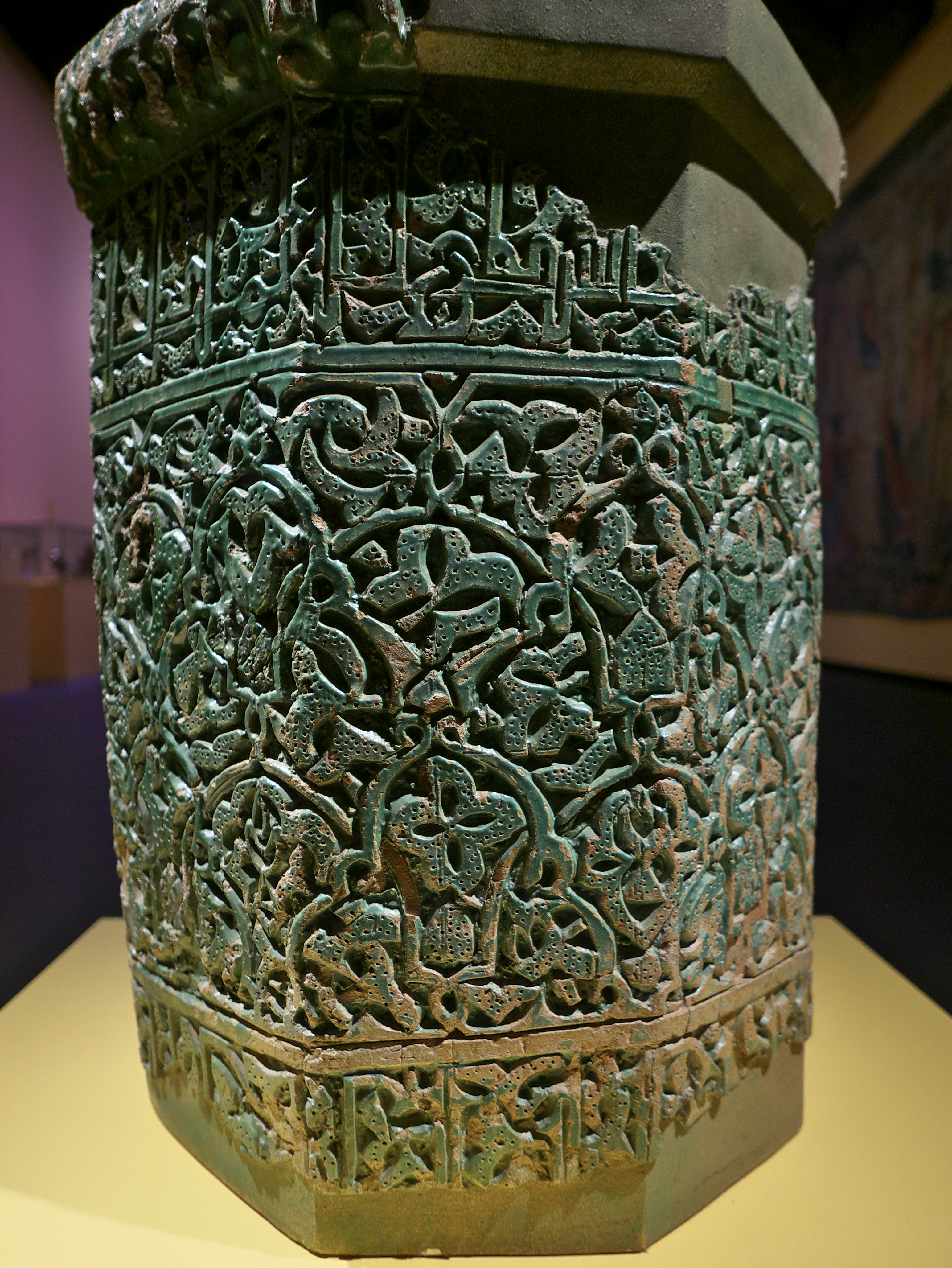
Brocal de aljibe

El museo consta de dos plantas. El crucero abarca los dos pisos y está cubierto con bóvedas de crucería. En el brazo norte se situaba la capilla. El museo cuenta con secciones de Arqueología, Bellas Artes y Artes Decorativas. Los fondos de Bellas Artes se distribuyen en la primera y segunda planta del edificio, y los de arqueología, en el Claustro Noble y en un piso subterráneo. Las Artes Decorativas cuentan con una muestra de artesanía popular toledana, que se sitúa también en el piso del sótano.

## Colecciones

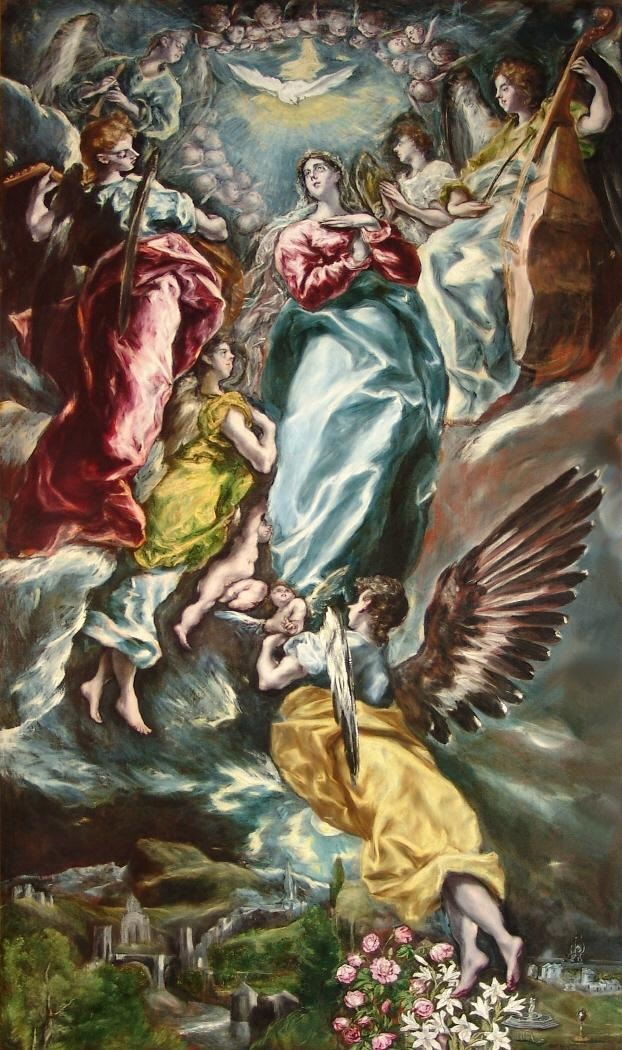
Inmaculada Concepción del Greco (1613)

El Museo es uno de los principales atractivos turísticos de la ciudad, en buena medida por su valioso repertorio de cuadros del Greco, muchos de ellos depositados por varias parroquias toledanas. Representan prácticamente toda la evolución del artista en Toledo, desde sus primeros años en la ciudad (La Verónica con la Santa Faz, h. 1580) hasta poco antes de fallecer en 1614 (a destacar La Inmaculada Concepción procedente de la capilla Oballe).
También pueden verse pinturas de otros artistas entre los siglos XV y XVII, como Nicolás Francés, Maestro de Sijena, Pieter Coecke, Francisco de Comontes, Juan Correa de Vivar, Blas de Prado, Luis Tristán, Gaspar de Crayer, Vicente Carducho, Juan Bautista Maíno...
Se exhiben también algunas esculturas (como un retrato en busto de Juanelo Turriano, atribuido a Pompeo Leoni), mobiliario, tapices y diversos pendones (a destacar uno procedente de la batalla de Lepanto). Mención aparte merece la Colección Carranza de cerámica, con unas 480 piezas de entre los siglos XIV y XIX, la cual tras exhibirse en préstamo durante veinte años fue adquirida para el museo en 2021 por el Gobierno de Castilla-La Mancha.
Recientemente se ha agregado a la colección la escultura conocida como el Efebo de Toledo, hallada en el centro de la ciudad.